# Imigração em Pernambuco
A imigração em Pernambuco diz respeito à entrada de povos estrangeiros no território do atual estado brasileiro de Pernambuco, localizado na Região Nordeste do Brasil.

## Etnias

### Africanos
Foi na Capitania de Pernambuco, entre os anos de 1539 e 1542, que chegaram os primeiros escravos negros do Brasil Colônia, para trabalhar na cultura da cana e na fabricação do açúcar.

### Portugueses
Duarte Coelho trouxe consigo, para sua capitania, em 1535, o cunhado Jerônimo de Albuquerque, alguns nobres, como Vasco Fernandes de Lucena, e personagens de origens não muito claras, como Brites Mendes de Vasconcelos, a velha, um bebê.
Logo em seguida vieram membros de famílias de Viana do Castelo, chegados ao Brasil em sucessivas levas, e que foram o núcleo da nobreza da terra pernambucana, todos aparentados entre si, Rego Barros, Regos Barretos, Velhos Barretos, Salgados de Castro, Marinhos Falcões, Barros Pimentéis, Pais Barretos, Carneiros [da Cunha], Bezerras, Albuquerques, Melos.
São comerciantes com foros de nobreza e ascendências conhecidas até o século XIV. Interesses comerciais levaram a Pernambuco, também, Filippo Cavalcanti, patriarca da família Cavalcanti, a qual se entrelaçou com as famílias luso-brasileiras, tendo vários ramos, como a família Suaçuna.
Segundo o censo nacional de 1920, dos 433.577 portugueses residentes no Brasil, 4.809 estavam em Pernambuco.

### Espanhóis e italianos
Segundo o censo nacional de 1920, dos 219.142 espanhóis vivendo no Brasil, 1.817 estavam em Pernambuco. No final de 2012, 685 espanhóis tinham registro no Consulado Honorário da Espanha no Recife como radicados na capital pernambucana.
Também segundo o censo de 1920, dos 558.405 italianos residentes no Brasil, somente 756 estavam em Pernambuco, o que colocava esse estado entre aqueles com menos italianos no país. Na Região Nordeste, o único estado com mais de mil italianos era a Bahia, com 1.448.

### Alemães

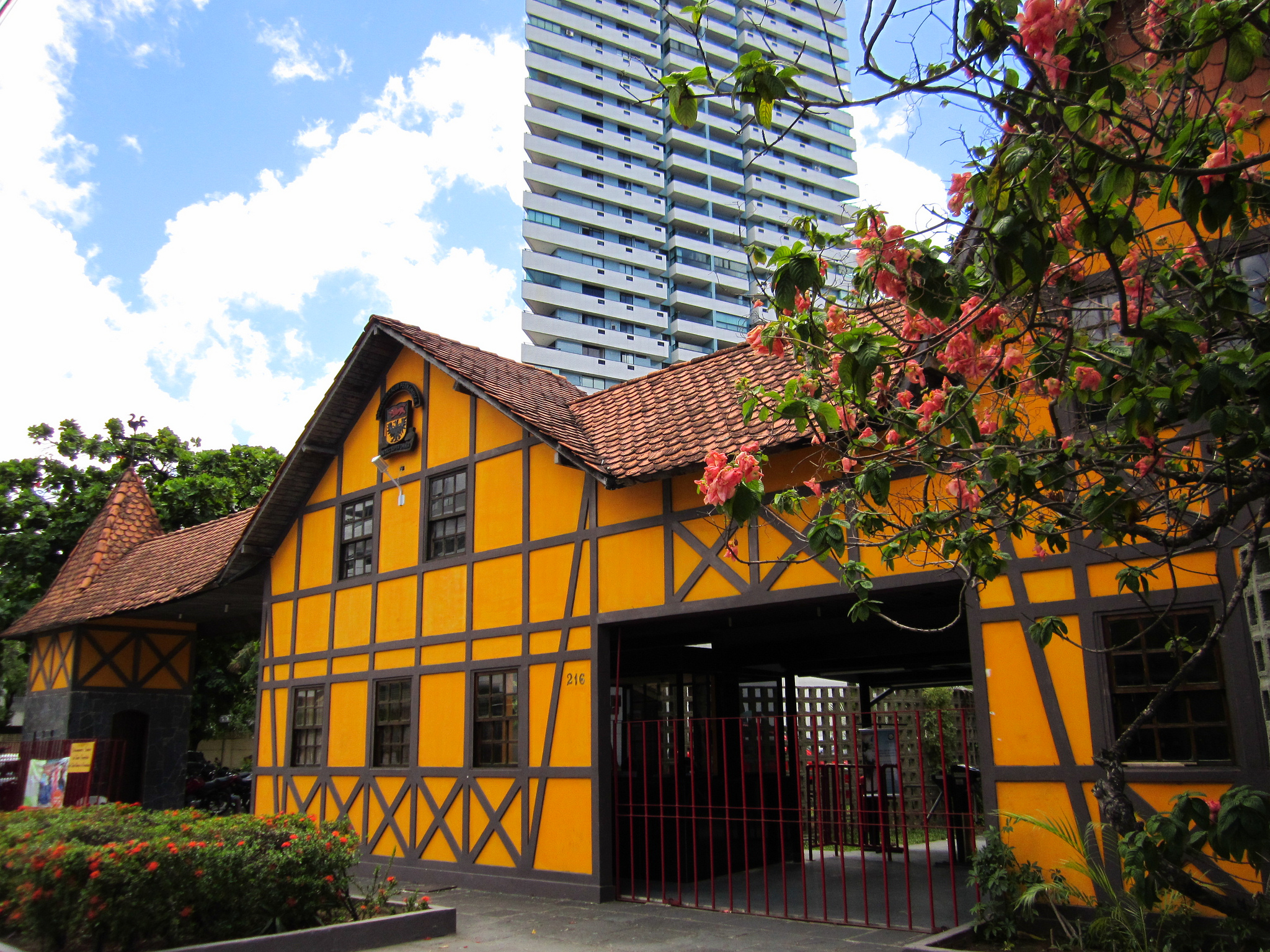
Deutscher Klub Pernambuco, no Recife.

Segundo o censo brasileiro de 1920, dos 52.870 alemães residentes no Brasil, 1.550 estavam em Pernambuco. As duas guerras mundiais do século XX impulsionaram a colônia alemã no Recife, que já contou com 1200 imigrantes. Esta presença alemã pode ser observada no Deutscher Klub Pernambuco, fundado em 1920, e que antes era restrito apenas à colônia alemã e seus descendentes. Durante a Segunda Guerra Mundial, o Deutscher Klub Pernambuco, que tinha ligação com o Partido Nazista, foi considerado propriedade alemã e sofreu uma desapropriação pelo Governo Federal, sob a mudança de Getúlio Vargas ter deixado de apoiar o Eixo para apoiar os Aliados sendo reavido à colônia alemã pernambucana com o fim do conflito. Após Getúlio Vargas ter aderido aos Aliados os alemães e seus descendestes foram confinados num campo de concentração em Araçoiaba. A partir de 1960, o clube passou a organizar a sua Oktoberfest, a tradicional festa da cerveja do sul da Alemanha.

### Holandeses

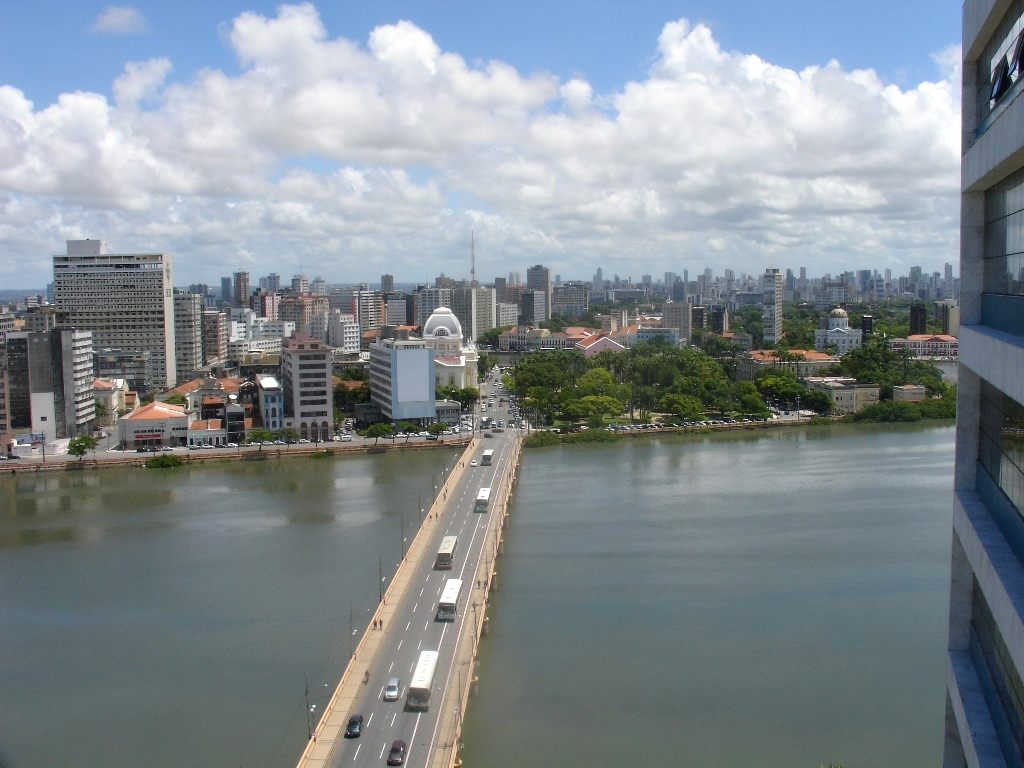
A Ponte Buarque de Macedo, uma das quase 50 pontes da capital pernambucana, é uma das ligações entre o Bairro do Recife e a Ilha de Antônio Vaz.

Os holandeses, apesar de terem quase majoritariamente partido do Estado, deixaram algumas famílias na capital.
Gilberto Freyre, uma das maiores figuras públicas da história do Estado, certa vez escreveu: "Sou, aliás, descendente de espanhóis, tendo também sangue nórdico, holandês, português e, na quarta geração de antepassados, sangue ameríndio, e nenhum africano, admitindo ainda possível raiz árabe e judia."

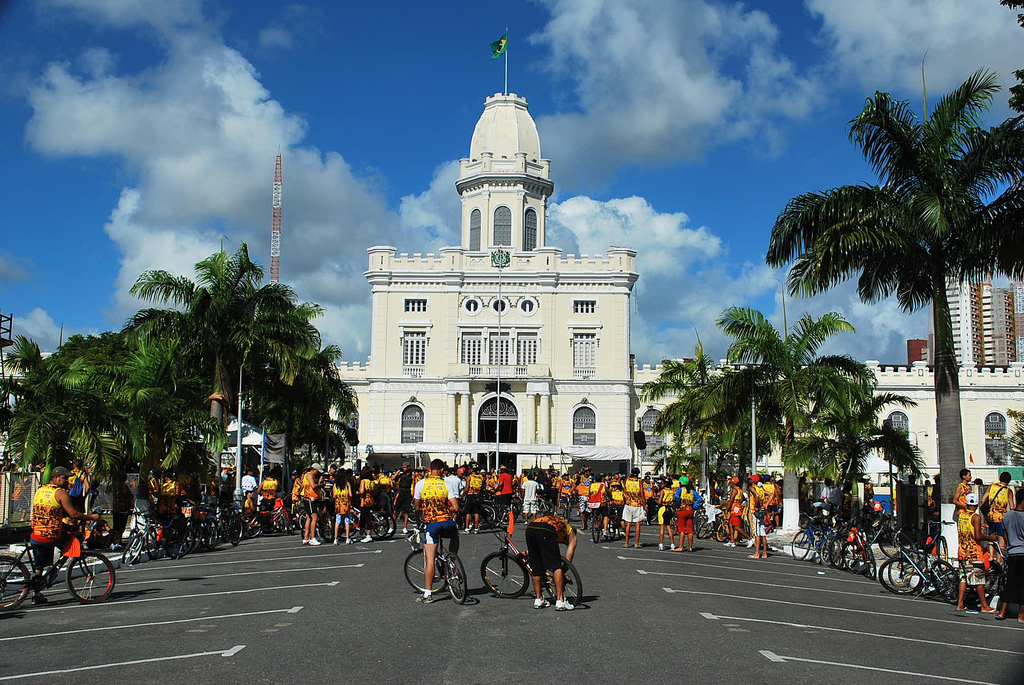
Quartel do Derby, antigo Mercado Modelo Coelho Cintra.

Segundo estudo genético publicado no ano 2000, poderia ter havido alguma influência genética holandesa na região. Esse estudo informa que, pelo levantamento genômico da população brasileira, observou-se entre os nordestinos um excesso de um haplogrupo comum na Europa (haplogrupo 2) que pode ser derivado das uniões entre holandeses e os luso-brasileiros. No interior de Pernambuco, especialmente no Sertão do Araripe e em comunidades do Agreste, há algumas pessoas loiras de olhos claros que, segundo a tradição, seriam descendentes de holandeses que se esconderam durante a Insurreição Pernambucana. Porém, segundo Sônia Luyten, essa explicação é um mito, porquanto "Alguns autores que se dedicaram ao assunto são unânimes ao dizer que praticamente nada de duradouro foi deixado aqui pelos holandeses, a não ser alguns fortes e poucos traços de cultura". Afirma, ainda, que o fato de haver nordestinos de cabelos louros não quer dizer que sejam descendentes de holandeses, até porque pessoas louras também existem na população portuguesa.
Estudos genéticos mais recentes não encontraram influência holandesa estatisticamente significativa nos nordestinos. Segundo estudo genético de 2020 e outro de 2015, a ancestralidade europeia dos nordestinos é basicamente ibérica (portuguesa) e os nordestinos são geneticamente mais distantes da população holandesa.  Um outro estudo genético, de 2016, dessa vez realizado em habitantes da localidade de Gangarras do Bandeira, no município de Brejo da Madre de Deus, onde, segundo a tradição, as pessoas são descendentes de holandeses, também não encontrou nenhuma evidência de que isso seja verdade. Segundo o estudo genético feito nessa população, não foi observada a presença de haplogrupos holandeses. O estudo mostrou que os habitantes de Gangarras do Bandeira são miscigenados, com uma ancestralidade 37% ameríndia, 31,5% africana e 31,5% europeia.

### Judeus
O judaísmo em Pernambuco está presente desde o século XVI, quando os judeus convertidos ao cristianismo eram considerados cristãos-novos, sendo muitos deles senhores de engenho. Porém, existia a suspeita de prática escondida da religião judaica.
Obtiveram liberdade de professar a religião nos tempos de Maurício de Nassau, que logo foi combatida quando os portugueses voltaram ao domínio da economia açucareira.
Com isso muitos imigraram para as Antilhas Holandesas ou para Nova Amsterdã, que viria a ser o bairro de Manhattan futuramente.
No inicio do século XX, o estado recebeu judeus de origem russa, ucraniana e romena.
A imigração eslava levou ao Recife famílias como as de Mário Schenberg, Clarice Lispector, Leopoldo Nachbin, Leôncio Basbaum, Noel Nutels, entre outras. No Recife há hoje uma comunidade de 1,6 mil judeus.